# Olifante de Saint-Arnoul de Metz

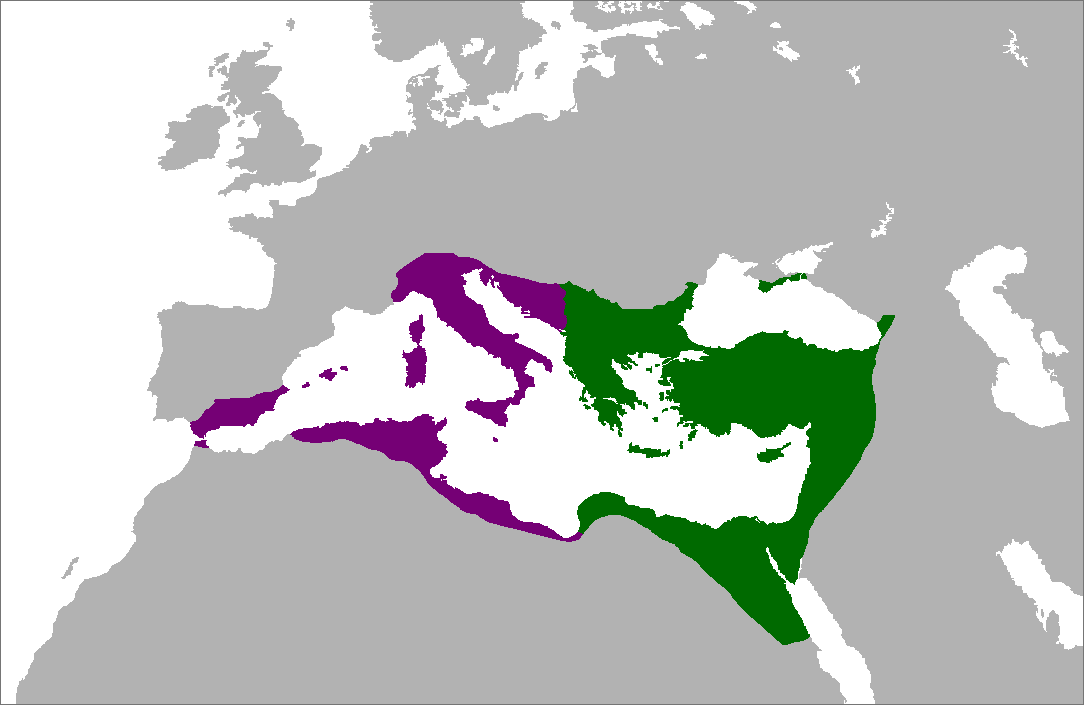
Mapa del Imperio bizantino en su máxima extensión, (reinado de Justiniano I); en morado los territorios reconquistados por Justiniano I.

El olifante de Saint-Arnoul de Metz es un instrumento de viento que data del siglo XII, elaborado en la época del Imperio bizantino, y que formó parte del tesoro de la Abadía de Saint-Arnoul de Metz (Francia), en 1893 pasó a la colección del Museo Nacional de la Edad Media, en París, Francia, aunque procede originalmente del sur de Italia.
Los olifantes son instrumentos de viento tallados en un colmillo de elefante que utilizaban los caballeros durante la Edad Media haciéndolos sonar como señal de aviso. A menudo se denomina erróneamente "cuerno" a este instrumento. 

## Características
- Material: marfil de elefante.
- Longitud: 0,64 m.
- Decoración: En su origen solamente contenía grabados con motivos animales en sus extremos y a posteriori se añadieron imágenes de la Ascensión y de símbolos de los evangelistas.
- El olifante, denota en su elaboración influencias del estilo árabe, aunque fue tallado en el sur de Italia.